# Чінгачгук-Великий змій (фільм)
«Чінгачгук-Великий змій» (ориг. Chingachgook, die große Schlange)— односерійний художній фільм-вестерн, знятий у 1967 році на кіностудії ДЕФА за романом Купера «Звіробій».

## Сюжет
1740 рік. Англійські війська намагаються відбити у французів їхні північноамериканські колонії та втягують у цю війну індіанців. У руки гуронів, яких французи нацькували на делаварів, потрапляє Уа-Та-Уа, дочка вождя, яка була обіцяна Чінгачгукові. Він збирається звільнити її за допомогою свого друга Звіробоя. Неподалік від табору гуронів вони зустрічаються з мисливцями за скальпами. Чінгачгук потрапляє в полон до гуронів. Він намагається переконати їх, що індіанцям немає діла до війни між білими, але це йому не вдається. Тим часом один з мисливців приводить англійських солдатів, які ущент розбивають гуронів. Тепер їхній важкопоранений вождь розуміє, що Чінгачгук мав рацію. Чи зуміють Чінгачгук, Уа-Та-Уа та Звіробій вижити у цій різанині?..[джерело?]

## В ролях
- Гойко Мітіч — Чінгачгук
- Андреа Драхота — Уа-та-Уа
- Рольф Рьомер — Звіробій
- Ліло Гран — Юдіт
- Хельмут Шрайбер — Том Хаттер
- Адольф Петер Гофман — вождь делаварів
- Йоханнес Кніттель — «Розщеплений дуб»
- Хайнц Клевенов — «Вістря стріли»
- Юрген Фроріп — Гаррі